# Mona Lisa (chanson)
 (avril 2016).
Si vous disposez d'ouvrages ou d'articles de référence ou si vous connaissez des sites web de qualité traitant du thème abordé ici, merci de compléter l'article en donnant les références utiles à sa vérifiabilité et en les liant à la section « Notes et références ».
Pour les articles homonymes, voir Mona Lisa.
Singles de Lio
Amicalement vôtre Zip a doo wah
Mona Lisa est une chanson du répertoire de Lio, sortie en single en 1982. 
Elle figurera ensuite sur Suite sixtine, un album à l'origine réservé au marché canadien. Les paroles sont signées Jacques Duvall et la musique Marc Moulin.
Le clip est réalisé par Hughes de Courson en 1982.